# スーパーチャット
スーパーチャット (Super Chat) は、YouTubeのライブチャットを利用した生放送や動画の公開時に、チャット欄で自分のメッセージを目立たせるための権利を購入する機能。ギフティング機能の一種である投げ銭で、略称は「スパチャ」。ライブチャットを利用しない動画版でのサービスに、拍手を購入する「スーパーサンクス」も存在する。

## 概要
2017年1月12日に一部のユーザー向けにベータ版がグローバル公開され、1月31日にさらに広く適用された。日本では同年2月7日以降に利用可能となった。本機能の導入に伴い、投げ銭機能の視聴者ファンディングが同年2月28日に終了した。
金額が高くなるほど、チャット欄の上部にアイコンとメッセージを表示させる時間が基本的に長くなり、入力可能な文字数が増え、背景の色が変わる。ただし、少額ではメッセージが入れられず、チャット欄上部への固定表示ができない。色は金額が低いものから順に青、水、黄緑、黄、オレンジ、マゼンタ、赤の7色（下の価格表参照）で、特に金額10,000円以上で赤色表示されるものは俗に「赤スパ」と呼ばれる。購入金額に上限があり、1日あたり 500USドル（相当額）、または 1週間あたり 2,000USドル（相当額）まで購入できる。なお、自らの意志で購入した場合は払い戻しができない。
クリエイターがスーパーチャットを利用するには、少なくとも5つの条件を満たす必要がある。
1. 収益化ポリシーへの準拠
2. YouTubeパートナープログラムを利用可能な国や地域に居住している
3. 有効な公開動画の総再生時間が直近12ヶ月で3,000時間以上である または 過去90日間の公開ショート動画の視聴回数が300万回以上
4. 登録者数が500人以上いる
5. リンクするAdSenseアカウントを持っている

スーパーチャットとして課金された総額の約3割は、YouTubeに手数料として徴収され、それ以外に決済、サービス、アプリの手数料などがかかる。
スーパーチャット、チャンネル名、プロフィール写真、購入金額は一般公開され、APIでも利用できる場合がある。
クリエイター側のメリットとしては、動画の視聴数に影響されず収入が得られるほか、視聴者の意見の確認やコミュニケーションを主体とした動画の作成など、新たな交流手段が得られる。視聴者側のメリットとしては、従来の投げ銭と同じく賞賛を簡単に伝えられるほか、メッセージ機能や送る額の数字の並びを活用し、配信者への応援、質問、会話、リクエスト、動画の盛り上げや、名前を覚えてもらうためのアピールなどがある。
YouTubeによると、2019年始めにスーパーチャットなどのプログラムを導入した数千のチャンネルが収入を2倍以上に増加させたとしている。また、10万以上のチャンネルが利用し、一部の配信では毎分400USドルの収入を生んでいるという。2019年のスーパーチャットの収益ランキング（PLAYBOARD）において、トップ10の内、5人が日本、3人が韓国のクリエイターで東アジアで人気がある。一方でデータ・アンド・ソサエティ研究所のジョアン・ドノバンは、手軽に収益化が得られることで過激なコンテンツの拡大を後押しし、監視が行き届いていないと話した。2020年9月時点でのスーパーチャットランキングで日本のVtuberが上位に入ったことについて、ライブ配信のデータ分析を行う「配信技研」は、「日本のアイドル・アニメファンにはお金を払うこと、それだけ好きだと周囲に見えることに満足感の比重をおく傾向があり、それがVtuberの視聴者にも引き継がれている。」としている。2020年3月4日には、新型コロナウイルス感染症流行に伴い無観客ライブを行うM.S.S Projectが、スーパーチャットにより1億円を上回る支援金を集めた。
| 購入額（円）      | 色 | 色名     | 入力可能文字数 | ティッカー表示時間 |
| ----------------- | -- | -------- | -------------- | ------------------ |
| 100 - 199円       |    | 青       | -              | -                  |
| 200 - 499円       |    | 水       | 50             | -                  |
| 500 - 999円       |    | 黄緑     | 150            | 2分                |
| 1,000 - 1,999円   |    | 黄       | 200            | 5分                |
| 2,000 - 4,999円   |    | 橙       | 225            | 10分               |
| 5,000 - 9,999円   |    | マゼンタ | 250            | 30分               |
| 10,000 - 19,999円 |    | 赤       | 270            | 1時間              |
| 20,000 - 29,999円 |    | 〃       | 290            | 2時間              |
| 30,000 - 39,999円 |    | 〃       | 310            | 3時間              |
| 40,000 - 49,999円 |    | 〃       | 330            | 4時間              |
| 50,000円          |    | 〃       | 350            | 5時間              |